# Grabica
Grabica è un comune rurale polacco del distretto di Piotrków, nel voivodato di Łódź.
Ricopre una superficie di 127,24 km² e nel 2004 contava 6 104 abitanti.